# Micromelum coriaceum
Micromelum coriaceum är en vinruteväxtart som beskrevs av Berthold Carl Seemann. Micromelum coriaceum ingår i släktet Micromelum och familjen vinruteväxter. Inga underarter finns listade i Catalogue of Life.